# Aloe mzimbana
Aloe mzimbana ist eine Pflanzenart der Gattung der Aloen in der Unterfamilie der Affodillgewächse (Asphodeloideae). Das Artepitheton mzimbana verweist auf das Vorkommen der Art bei Mzimba in Simbabwe.

## Beschreibung

### Vegetative Merkmale
Aloe mzimbana wächst stammlos oder kurz stammbildend, sprosst und bildet dichte Gruppen. Die etwa 20 deltoid-eiförmig-lanzettlichen Laubblätter bilden eine dichte Rosette. Die gräulich grüne, undeutlich gestreifte Blattspreite ist 20 bis 45 Zentimeter lang und 7 bis 8 Zentimeter breit. Auf ihr sind gelegentlich wenige zerstreute Flecken vorhanden. Die rötlich rosafarbenen Zähne am rötlich rosafarbenen Blattrand sind 2 bis 4 Millimeter lang und stehen 8 bis 10 Millimeter voneinander entfernt. Der Blattsaft trocknet gelb.

### Blütenstände und Blüten
Der Blütenstand ist einfach oder weist zwei bis acht Zweige auf. Er erreicht eine Länge von 30 bis 80 Zentimeter. Die dichten, kurz zylindrischen Trauben sind 8 bis 15 Zentimeter lang. Die eiförmig-lanzettlichen Brakteen weisen eine Länge von 6 bis 10 Millimeter auf und sind 3 bis 4 Millimeter breit. Die korallen- bis scharlachroten Blüten stehen an 15 bis 26 Millimeter langen Blütenstielen. Sie sind 35 Millimeter lang und an ihrer Basis verschmälert. Auf Höhe des Fruchtknotens weisen die Blüten einen Durchmesser von 8 Millimeter auf. Darüber sind sie auf 6 Millimeter verengt und schließlich zur Mündung erweitert. Ihre äußeren Perigonblätter sind auf einer Länge von 12 Millimetern nicht miteinander verwachsen. Die Staubblätter und der Griffel ragen 2 Millimeter aus der Blüte heraus.

### Genetik
Die Chromosomenzahl beträgt {\displaystyle 2n=14}.

## Systematik und Verbreitung
Aloe mzimbana ist in Tansania, Zaire, Sambia und Malawi auf Felsvorkommen in Höhen von 1280 bis 2300 Metern verbreitet.
Die Erstbeschreibung durch Hugh Basil Christian wurde 1941 veröffentlicht.

## Nachweise